# トウショウボーイ
 トウショウボーイ（1973年4月15日 - 1992年9月18日）は、日本の競走馬、種牡馬。
1970年代半ばにテンポイント、グリーングラスと共に「TTG時代」を作り、「天馬」と称された。主な勝ち鞍は皐月賞、有馬記念、宝塚記念など。1976年度優駿賞年度代表馬および最優秀4歳牡馬。競走馬引退後に種牡馬となった後も大きな成功を収め、史上3頭目のクラシック三冠馬ミスターシービーをはじめ7頭のGI級競走優勝馬を輩出。特に中小生産者に絶大な信頼を寄せられ、「お助けボーイ」と呼ばれた。1984年、JRA顕彰馬に選出。
- 馬齢は2000年以前に使用された旧表記[注 1]に統一する。

## 生涯

### 出生 - 幼駒時代
1973年4月15日、北海道静内町の藤正牧場（後のトウショウ牧場。2015年閉鎖）に生まれる。幼名は「トウショウタップ」。父テスコボーイは前年に産駒ランドプリンスが皐月賞を優勝したばかりの新進種牡馬、母ソシアルバターフライは藤正牧場が開業するに当たり、1万5000ドルでアメリカから輸入された牝馬であった。父母ともに産駒には悍性がきついものが多かったが、本馬は幼駒の頃から非常に落ち着いた馬であった。また肩幅が厚く、しっかりとした馬体は牧場では群を抜き、牧場関係者からは「クラシックのひとつやふたつは取れるだろう」という大きな期待を寄せられていた。
競走年齢の3歳に達し、東京競馬場の保田隆芳厩舎に入る。当初は茂木為二郎厩舎に入る予定であったが、トウショウボーイは後駆の重心が安定しない馬であったため、茂木が受け入れに難色を示し、保田に引き受けられたものであった。保田厩舎に入厩した日には既に評判となっていたトウショウボーイを見ようと厩舎関係者の人垣ができ、この時点で既に馬体重が500kgを超えていたトウショウボーイは馬運車から降りると群がるカメラマンたちを前に圧倒するポーズをとり、この時点で「怪物」という声も上がった。
厩務員の長沼昭二によると、入厩時から既に腰から臀部の筋肉は古馬を凌ぐほどの発達を見せていたが、保田は腰の甘さから3歳戦には使えないと判断し、笹針を数回打ちながら状態の改善を待った。入厩当初の調教では併せ馬で5・6馬身遅れをとったことで走りに不安を見せたが、12月頃から状態が向上し、以降の併せ馬ではトウショウボーイが5馬身先着する程にまで回復した。翌1976年最初の開催へ出走登録を行ったが、登録馬過多で除外され、1月31日に改めて新馬戦を迎えた。

### 競走馬時代

#### 4歳（1976年）
初戦は4歳を迎えた1976年1月31日、東京競馬場の新馬戦で迎えた。直前の調教では1600mを1分45秒で走るという当時の新馬としては破格のタイムを記録し、素質馬として注目を集めていた。当日は1番人気に支持されると、池上昌弘を鞍上にスタートから逃げ切り、2着のローヤルセイカンに3馬身差を付けて初戦勝利を挙げた。この競走には後にTTGの一角としてライバル関係となるグリーングラス（4着）と、後にミスターシービーを産むシービークイン（5着）が出走しており、「伝説の新馬戦」としてしばしば語られる。
続くつくし賞（2月22日）、れんげ賞（3月20日）もそれぞれ4、5馬身差で連勝。同時期、関西では3歳王者決定戦の阪神3歳ステークスを含めて5戦5勝という成績を挙げていたテンポイントがクラシックへの最有力馬と目されており、これに対してトウショウボーイは関東所属馬の筆頭格とされた。しかし、テンポイントが4歳となって出走した東京4歳ステークス、スプリングステークスはいずれも僅差での勝利で、スプリングステークスのレース後に2着のメジロサガミに騎乗していた横山富雄が「テンポイントは怪物ではない」というコメントを残し、関東の関係者の間でも「これならトウショウボーイのほうが強い」という声が多くなっていた。保田は3戦目のれんげ賞のレース後に「テンポイントには今の時点ではかなわないかもしれないが、絶対負かせない相手ではないと思う」とコメントしている。
当年の皐月賞は4月18日に例年開催の中山競馬場で施行される予定だったが、これが春闘の最中に当たり、開催3日前に厩務員組合と調教師会の交渉が決裂。組合側がストライキを宣言して開催は順延となり、翌週25日に東京競馬場で行われる運びとなった。これで調整に狂いが生じたテンポイント陣営に対し、トウショウボーイは順調に競走当日を迎えた。戦前からトウショウボーイとテンポイントの初対決は「TT対決」として注目を集め、当日はテンポイントが1番人気に支持され、トウショウボーイは2番人気であったが、レースでは先行策から最後の直線半ばで抜け出すと、池上がほとんど手綱を動かすことなく2着のテンポイントに5馬身差を付けての圧勝を収めた。走破タイム2分1秒6は、同じく東京開催で行われた第34回競走（1974年）において、同じテスコボーイ産駒のキタノカチドキが記録したタイムを0秒1更新するレースレコードであった。またキャリア3戦での皐月賞勝利は1965年のチトセオー以来11年ぶり2頭目、5馬身もの大差をつけての勝利は1960年の皐月賞を6馬身差をつけて勝利したコダマ以来16年ぶりのことであった。デビュー以来着差を広げながらの無敗での皐月賞勝利は、2021年のエフフォーリアまで再び達成されることがなかった。
卓越したスピードを披露したものの、首を低く下げて走る走法はあまり速く見えず、まるで脚とは別に翼がついているようだということで、競走後にはマスコミから「天馬」との異名を付され、以後これが定着した。厩舎関係者の間からは「十年に一頭の馬」、「戦後最高の馬かもしれない」という評価も出るようになり、競走後のスポーツ紙はトウショウボーイ一色となり、「三冠馬」という見出しで報じたものもあった。調教師の尾形藤吉は「故障のない限り三冠を取れる」と断言し、藤本冨良は「あの馬を負かしにかかったら惨敗をまぬかれない」と語った。
皐月賞の圧勝を受け、東京優駿（日本ダービー）当日は単枠指定を受け、45%の単勝支持を受けた。レースでは逃げ戦法を採る馬がおらず、押し出されるように道中では先頭を走り、余裕のある手応えで最終コーナーを回った。しかし直線入り口の地点で、クライムカイザー鞍上の加賀武見が「馬体を併せられると怯む」というトウショウボーイの弱点を突き、その外側から進路を横切るように内側へ抜け出す。怯んだトウショウボーイは残り200m地点で4馬身の差を付けられ、態勢を立て直して追走するも届かず、1馬身半差の2着に敗れた。加賀の騎乗は進路妨害と映ったが、しかし充分に間隔を取っての騎乗と認められ、加賀への制裁・戒告は行われなかった。大川慶次郎はトウショウボーイの敗因として、初めてスタンド前の大観衆の前を通って落ち着きを失ったこと、さらにスタート直後にアカバテンリュウが執拗に絡んできたことでひどく掛かり気味で先頭に立っていたことを挙げ、「『ダービーというレースそのもの』に負けてしまいました」と述べている。なお、テンポイントはレース中に骨折していたことで7着に敗れている。
北海道に戻り1ヶ月の休養後、7月11日に札幌記念に出走。これに併せてクライムカイザーも出走馬に加わったことで大きな話題を集め、当時ダートコースしか備えていなかった札幌競馬場には、入場人員記録となる60,549人のファンが訪れた。トウショウボーイは1番人気の支持を受けたが、スタートで立ち後れて後方からのレース運びとなり、最後の直線では追い込みを見せながらグレートセイカンにクビ差届かず、再度の2着に終わった。ダービーに続く敗戦の責を負う形で、この競走を最後に池上は降板となった。
クラシック最後の一冠・菊花賞に向け、秋は神戸新聞杯から始動。新たな鞍上に「天才」と称されていた福永洋一を迎えた。レースは先行策から直線入り口で抜け出すと、クライムカイザーに5馬身差を付けて圧勝。1分58秒9は芝2000mの日本レコードタイムであり、日本競馬史上初めてとなる1分58秒台の記録だった。阪神2000mでのコースレコードは、この競走の前日にホクトボーイが特別競走のムーンライトハンデキャップで1分59秒9を樹立したが、これをわずか1日で一挙に1秒短縮、関西テレビで実況アナウンスを務めた杉本清は「恐ろしい時計です、これは恐ろしい時計です」と驚きを露わにした。
続く京都新聞杯もクライムカイザーを退け、重賞2連勝で菊花賞に臨んだ。戦前から3000mという距離に対する不安説が出ていたが、当日は単枠指定を受け、単勝オッズ1.8倍の1番人気に推された。このレースでトウショウボーイはテンポイント鞍上の鹿戸からマークされる形でレースを進め、また前日夜の雨の影響で濡れていた馬場に苦しみ、最後の直線で一旦先頭に立ったものの、直後にテンポイント、グリーングラスに交わされた。結果的にレースは埒沿いを抜け出したグリーングラスが優勝、トウショウボーイは同馬から5馬身差の3着に終わった。競走後、福永は敗因として重馬場と距離不適に加え、神戸新聞杯がピークで、調子を落としていたとの見解を述べた。
1ヶ月後、年末のグランプリ競走・第21回有馬記念に出走。福永がエリモジョージに騎乗するため、本競走から武邦彦を鞍上に迎えた。当日はテンポイントや、天皇賞馬アイフルとフジノパーシア、同期の二冠牝馬テイタニヤなどを抑えて単勝オッズ3.2倍で1番人気に支持される。レースは好位から直線入り口で先頭に立つと、そのままゴールまで押し切り優勝。1馬身半差の2着にテンポイントが入り、有馬記念史上初めて4歳馬が1、2着を占めた。走破タイム2分34秒0は2500メートルの日本レコード。当年、八大競走2勝含む10戦7勝という成績で、年度代表馬と最優秀4歳牡馬に選出された。

#### 5歳（1977年）
翌1977年は、前年秋の連戦疲労が著しく、さらに両前脚の深管骨瘤も発症して休養に入る。快復後、天皇賞（春）出走のため関西に移動したが、直後に右肩に不安が出て回避を余儀なくされた。一時は7月24日に札幌競馬場で行われる短距離ステークスに出走を予定し、このレースには前年の朝日杯3歳ステークスを優勝した無敗馬・マルゼンスキーも出走を予定していたがトウショウボーイが右膝の深菅を痛めたことで回避し、6月に入り春のグランプリ・宝塚記念で復帰することとなった。
前年の有馬記念以来5か月のブランクがあったため調教の動きが思わしくなく、厩務員の長沼が「気合いが全然足りない」とコメントしていたことで人気を落とし、当日は天皇賞（春）を制したテンポイントに次ぐ2番人気の評価であった。しかしスローペースで流れるレースを先頭で引っ張ると、そのままゴールまで逃げ切って勝利を収めた。トウショウボーイがラスト1000メートルで記録した走破タイム57秒6は、当時の芝1000メートルの日本レコードよりも早かった。レース後、武は「出走頭数が少なくハイレベルの馬が2、3頭に絞られたレースでは先に行った方が有利」という鉄則に従った騎乗をしたとコメントし、一方でテンポイント鞍上の鹿戸は「相手をトウショウボーイだけに絞りきれなかった。ずっと後ろの馬がいつ来るか警戒していて、トウショウボーイに逃げきられてしまった」、「ぼくのミスです」とコメントした（競走詳細については第18回宝塚記念を参照）。
3週間後に出走した高松宮杯では、62kgの斤量に加え、不得手の不良馬場という悪条件が重なりながら、逃げ切りで勝利。単勝・複勝オッズは共に1.0倍であった。
夏を越したトウショウボーイは、見習い騎手の黛幸弘騎乗でオープン戦（芝1600m）に出走。2着に7馬身差、日本レコードとなる走破タイム1分33秒6を記録して圧勝した。
次走・天皇賞（秋）では騎手が武に戻り、グリーングラスを抑え1番人気に支持される。しかし先頭を行った道中で、終始グリーングラスに絡まれてオーバーペースとなり、直線では両馬とも失速。7着と初めての大敗を喫した。競走前の状態は良く、保田は「ダービー、菊花賞といい、大レースはどうも運がない」と語った。武は敗因について、距離ではなく馬場状態（稍重）であると強調したが、広見直樹によると武は晩年に「距離ではなく、不利な展開と渋った馬場。それが敗因だと思う」と話をしてくれたという。
競走後、年末の有馬記念を以ての引退・種牡馬入りが発表される。戦前は、秋に入り著しい充実を見せていたテンポイントに加え、当年のクラシックに出走できなかった8戦8勝の4歳馬マルゼンスキーが出走を予定しており、「三強対決」と注目を集めた。しかしマルゼンスキーは直前で脚部不安を生じて出走を回避し、最終的に出走馬は8頭となった。当日はテンポイントが1番人気の支持を集め、天皇賞の大敗で評価を落としたトウショウボーイは2番人気となった。スタートが切られると、荒れた馬場を見越した武トウショウボーイが先頭に立ったが、直後に鹿戸明とテンポイントがマークに付き、両馬がそのまま後続を引き離した。この状態のまま最終コーナーを周り、最後の直線では両馬の競り合いとなった。直線半ばまではトウショウボーイが先頭を保ったが、残り200m地点でテンポイントに交わされる。残り100mの地点でトウショウボーイは再度差し返しに行く勢いを見せたが、3/4馬身及ばず2着に終わった。しかしその競走内容はマッチレースとも喩えられ、日本競馬史上屈指の名勝負として高く評価された。なお、武邦彦はレース後まで3着にグリーングラスが入ったことに気付かず、記者からこのことを聞かされると「3着？グリーングラス？来てたの。知らなかったよ」と答えた。（競走詳細については第22回有馬記念を参照）
予定通りトウショウボーイはこの競走を最後に引退。翌1978年1月8日には東京競馬場で引退式が執り行われた。当日は武が同日他場の開催で来られず、4歳時の主戦騎手であった池上が騎乗した。皐月賞勝利時のゼッケン「5」を付けてラストランを披露したトウショウボーイは、ゴール前の200mでは実戦並の10秒5というタイムを記録。スタンドのファンからは引退を惜しむ声が絶えなかった。

### 種牡馬時代

#### 日高導入までの経緯
天皇賞（秋）の頃より、複数の生産者によって「種牡馬トウショウボーイ」の誘致交渉が始まっていた。日高軽種馬農協では組合理事会を開き、トウショウボーイの購買額を協議。組合長を務めていた斉藤卯助（荻伏牧場代表）が2億円という高額を提案したが、当時は内国産馬の種牡馬価値に対する低評価が根強く、承認には1ヶ月を要した。理事会の承認後、斉藤と組合幹部の前川敏秋が交渉のためトウショウボーイ馬主・藤田正明（当時総理府総務長官）を訪ね、参議院議員会館に赴いた。日本中央競馬会からは2億円が提示されていたが、ここで藤田は売却に際し「価格2億5000万円、テスコボーイの種付け株を3年分、トウショウボーイの永久種付け権を年間3株」という条件を提示した。法外な要求に斉藤は激怒したが、最終的にこの条件を全て受け入れ、トウショウボーイは日高軽種馬農協浦河種馬場への導入が決定した。正式調印は天皇賞を25日後に控えた11月2日に行われた。事後に開かれた組合理事会で、斉藤と前川は「なぜこのような条件を受け入れたのか」と糾弾された。これに対し斉藤は「金額や条件の問題ではない。我々にはテスコボーイの後継種牡馬を育てる義務がある。トウショウボーイの導入は、日高軽種馬農協と組合員の将来を考えた馬政だ」と抗弁し、これを退けた。
東京から浦河へ輸送されるに当たっては、「天馬に相応しく」との藤田の提案により、1月16日に日本国内においては初めての航空輸送が行われた。

#### 初期の不人気と産駒の活躍
種牡馬入り初年度、トウショウボーイの種付け額は60万円、交配予定頭数は70頭であった。しかし生産者からの人気は低く、組合幹部が方々と交渉して予定頭数を確保したものの、相手をした繁殖牝馬は血統面で劣る、あるいは受胎率が低い、高齢、健康に不安があるといった負の要素を持った馬が多かった。2年目もまた同様であり、初期のトウショウボーイ産駒はほとんど評価されず、低価格の抽せん馬となるものが多かった。
しかし2年目の産駒からダイゼンキングが阪神3歳ステークス等を制して1982年度の最優秀3歳牡馬に選出され、トウショウボーイは同年度の3歳リーディングサイアーとなる。翌1983年には、ほぼ唯一の一流牝馬シービークインとの産駒ミスターシービーが、シンザン以来19年振り3頭目、父内国産馬としては史上初のクラシック三冠を達成し、生産者を驚かせた。また、当年には初年度産駒の抽せん馬ラブリースターが重賞2勝を挙げた。翌1984年、トウショウボーイはJRA顕彰馬に選出された。これに合わせて生産地での人気も急増、当年の種付け株の取得競争率は9.4倍となり、交配に当たって相手牝馬の審査が行われるようになった。

#### 「お助けボーイ」と呼ばれる
以降も毎年の産駒からGI競走、重賞競走勝利馬が続出。また重賞勝利に至らなくとも産駒は総じて高い勝ち上がり率を保ち、トウショウボーイは一転して人気種牡馬となった。「繁殖相手の質に関わらず、クズを出さない」トウショウボーイへの信頼は高く、奇形やサラ系でない限り牡馬は最低3000万円以上、牝馬は1500万円以上の価格が付けられた。一方、組合の内規で種付け料は低価格に抑えられ、最高でも350万円（1992年）までに留まった。このため、審査さえ通れば中小生産者でも気兼ねなく種付けすることができ、トウショウボーイ産駒誕生で破産を免れた牧場も数々存在したため、種牡馬としての最盛期には「トウショウボーイの牡馬が1頭生まれれば、牧場の借金を返せる」と言われた。また受胎率についても、1988年度は64頭に種付けを行って受胎されなかったのは2頭だけと高い数値を示した。これらの事実から、トウショウボーイは中小生産者の間で「お助けボーイ」との渾名で呼ばれ、「神様より尊い存在」とされた。またトウショウボーイ産駒の牡馬には1986年からセリ市への出品が義務付けられたが、3億6050万円が付けられたサンゼウス、2億6500万円のモガミショーウンを筆頭に、数々の産駒が高額で落札され、取引仲介料が日高軽種馬農協の貴重な財源となった。
1960年代のシンザン、ダイコーター、タケシバオー、1970年代前半のアローエクスプレス、ハイセイコーと、徐々に見直されてきた内国産種牡馬への評価は、トウショウボーイの活躍に至り輸入種牡馬に劣るものではないと確認された。以後父内国産馬蔑視の風潮は払拭され、優秀な競走成績を残した馬には高額のシンジケートが組まれ、最初から充分な活躍機会を与えられる馬が増加した。最終的に産駒のJRA重賞勝利数は、国産種牡馬としてはシンザン（49勝）に次ぐ43勝に達した。

#### 最期
1992年8月5日、トウショウボーイが脚を痛がる様子が見られ、検査が行われた。この結果、蹄葉炎を発症していることが判明。以降は職員総出の治療・介護が行われたが、病状の進行は止められず、9月18日に組合幹部全員の同意を以て安楽死の措置が執られた。前年、前々年ともリーディングサイアーランキングはノーザンテーストに次ぐ2位と勢いを保っていた中での死であり、1978年に亡くなったテンポイントと同じ死因となった。浦河種馬場で葬儀が行われた後、遺骨は分骨され、種馬場とトウショウ牧場にそれぞれ墓が建てられている。

## 競走成績
| 年月日 | 年月日 | 年月日 | 競馬場 | 競走名       | 頭 数 | 枠 番 | 馬 番 | 人気 | 着順 | 距離          | タイム  | 騎手     | 着差      | 勝ち馬／（2着馬）      |
| ------ | ------ | ------ | ------ | ------------ | ----- | ----- | ----- | ---- | ---- | ------------- | ------- | -------- | --------- | ---------------------- |
| 1976   | 1.     | 31     | 東京   | 4歳新馬      | 18    | 8     | 18    | 1人  | 1着  | 芝1400m（良） | 1.24.7  | 池上昌弘 | 3馬身     | （ローヤルセイカン）   |
|        | 2.     | 22     | 東京   | つくし賞     | 12    | 7     | 10    | 1人  | 1着  | ダ1400m（稍） | 1.24.8  | 池上昌弘 | 4馬身     | （ホウヨウシルバア）   |
|        | 3.     | 20     | 中山   | れんげ賞     | 8     | 1     | 1     | 1人  | 1着  | 芝1800m（重） | 1.51.9  | 池上昌弘 | 5馬身     | （ケイシュウフオード） |
|        | 4.     | 25     | 東京   | 皐月賞       | 15    | 3     | 5     | 2人  | 1着  | 芝2000m（良） | 2.01.6  | 池上昌弘 | 5馬身     | （テンポイント）       |
|        | 5.     | 30     | 東京   | 東京優駿     | 27    | 3     | 8     | 1人  | 2着  | 芝2400m（良） | 2.27.8  | 池上昌弘 | -0.2秒    | クライムカイザー       |
|        | 7.     | 11     | 札幌   | 札幌記念     | 10    | 4     | 4     | 1人  | 2着  | ダ2000m（良） | 2.03.5  | 池上昌弘 | -0.1秒    | グレートセイカン       |
|        | 10.    | 3      | 阪神   | 神戸新聞杯   | 9     | 2     | 2     | 1人  | 1着  | 芝2000m（良） | R1.58.9 | 福永洋一 | 5馬身     | （クライムカイザー）   |
|        | 10.    | 24     | 阪神   | 京都新聞杯   | 8     | 8     | 8     | 1人  | 1着  | 芝2000m（重） | 2.02.2  | 福永洋一 | 1/2馬身   | （クライムカイザー）   |
|        | 11.    | 14     | 京都   | 菊花賞       | 21    | 3     | 7     | 1人  | 3着  | 芝3000m（重） | 3.10.7  | 福永洋一 | -0.8秒    | グリーングラス         |
|        | 12.    | 19     | 中山   | 有馬記念     | 14    | 8     | 13    | 1人  | 1着  | 芝2500m（良） | R2.34.0 | 武邦彦   | 1 1/2馬身 | （テンポイント）       |
| 1977   | 6.     | 5      | 阪神   | 宝塚記念     | 6     | 2     | 2     | 2人  | 1着  | 芝2200m（良） | 2.13.0  | 武邦彦   | 3/4馬身   | （テンポイント）       |
|        | 6.     | 26     | 中京   | 高松宮杯     | 9     | 7     | 7     | 1人  | 1着  | 芝2000m（不） | 2.03.8  | 武邦彦   | 2 1/2馬身 | （センターグッド）     |
|        | 10.    | 23     | 中山   | オープン     | 6     | 2     | 2     | 1人  | 1着  | 芝1600m（良） | R1.33.6 | 黛幸弘   | 7馬身     | （カネコフジ）         |
|        | 11.    | 27     | 東京   | 天皇賞（秋） | 12    | 5     | 6     | 1人  | 7着  | 芝3200m（稍） | 3.23.8  | 武邦彦   | -1.3秒    | ホクトボーイ           |
|        | 12.    | 18     | 中山   | 有馬記念     | 8     | 1     | 1     | 2人  | 2着  | 芝2500m（良） | 2.35.5  | 武邦彦   | -0.1秒    | テンポイント           |

- 1 タイム欄のRはレコード勝ちを示す。
- 2 太字の競走は八大競走。

## 特徴・評価

### 競走能力と適性について
武邦彦はその能力について、1991年には「スピードのない馬は日本では通用しないってことを証明した、日本の近代競馬の申し子みたいな馬」、1999年には「良馬場なら10年先を走っているような超スピード馬」と評し、自らが騎乗した内の最強馬として名を挙げている。保田隆芳も能力面の特徴を「類稀なスピード」にあると評し、1歳年下のマルゼンスキーが『もしもTTGと対戦していたら』という仮定が語られた際も、「マルゼンスキーとやっても、おそらく負けなかったんじゃないか」と述べている。保田によると、トウショウボーイを関西のレースに出走させた際に武田文吾は「10年20年に1頭の、素晴らしい馬だ」と評したという。スピードの加速力だけでなく持続力にも優れ、1600メートル（1977年オープン戦）、2000メートル（1976年神戸新聞杯）、2500メートル（1976年有馬記念）の3戦で当時のレコードタイムを記録して優勝した。一方で重馬場は苦手とし、上記の武の1999年のコメントには「道悪は下手だったが」という但しが付いており、厩務員の長沼昭二は菊花賞当日の朝に激しい雨音で目を覚まして「ああ、これは駄目だ」と観念したという。
走法は常に頭を低く下げ、一完歩（ストライド）が大きいフォームで、見る者にスピード感を与えない走りであった。しかし、この走法が「空を飛んでいるようだ」と喩えられ、「天馬」と渾名される一因となった。また走行時の首の使い方が上手な馬であった。
距離適性は3000メートル以上の距離のレースでは勝利を挙げられなかったため中距離が最適とされ、産駒にも同様の傾向が見られた。

### 馬体の特徴、産駒への遺伝
競走馬時代に出走した全15戦の平均馬体重が506kgという大型馬であったが、その均整の取れた馬体は高く評価された。特に前駆の発達が顕著であり、担当厩務員の長沼昭二はデビュー前から「一番好きなのは肩の辺り。後ろから見ると、素晴らしく幅があるんですよ」と賞賛していた。一方上体の発達に比べて膝下が華奢で蹄も小さく、大きな怪我こそなかったが脚への負担は大きかったため、長沼は「最後まで怪我なく来られたのは奇跡に近いといえるだろう」と回顧している。ただし大柄だったトウショウボーイに比べ、産駒には小柄で細身の馬が多く、父親ほど脚元への不安は抱えていなかった。
前述の腰の甘さと華奢な脚は、産駒にも概ね遺伝した。しかし獣医師の猪木淑郎は、腰の甘さを「別の言葉で表現すれば身体が柔らかいということ」と述べ、「これは産駒の競走成績にはあまり関係ないんだ。ボーイの仔が走るのは、そうした柔らかさが伝わっているせいもあるんだろうね」と語っている。

### 性格面の特徴
トウショウボーイは寺山修司が「骨太で逞しく、いかにも猛々しく見えた」と評した外見的印象とは異なり、性格的には非常に穏やかで人に懐いた馬であった。長沼によると厩舎で自身の顔を見ると必ず顔を寄せてきたといい、保田も「利口で可愛い馬でした」と回想している。内外タイムスからトウショウボーイの取材を行っていたライターの更級四郎は、長沼に甘える姿や好物を届けられた時の喜色満面の様子などから、「彼は天馬や帝王というよりも、むしろ、となり近所の子供たちとうれしそうに公園を走り回る人気者のイヌといったイメージ」と評している。長沼によると調教では走り終える際に後ろを振り向く癖があり、数回に渡って騎手を落馬させていたといい、「今思えば、あれは愛嬌だったのだろう」と語っている。更級はトウショウボーイが一般に与えていた印象を、「野性味あふれるたくましさ。天才。バンカラ。骨太の帝王」とした上で、自らの取材を通して掴んだ実像を「縫いぐるみのような可愛い優等生。機を見るに敏。いたずらっ子。まるで暗さのない男」としている。

### 投票における評価
日本中央競馬会が実施した投票企画においては、2000年の「Dream Horses 2000」では第22位、2010年の「未来に語り継ぎたい不滅の名馬たち」では第24位、2015年の『未来に語り継ぎたい名馬BEST100』では第27位にランクインした。「未来に語り継ぎたい名馬BEST100」に選出された各馬のベストレースのファン投票において、トウショウボーイは1976年の有馬記念が投票率47.7%で第一位、以下1976年の皐月賞が26.6%、1977年の宝塚記念が17.8%という結果となっている。
『未来に語り継ぎたい名馬BEST100』の結果を受けて広見直樹は「この順位がトウショウボーイへの評価とイコールでないことは理解しても、もう少し上位にランクされてもいいのではないか。そんな思いがある。同世代で、ともに一時代を築いたテンポイントは14位。その非業の最後がファンの心に深く刻まれている結果と容易に想像できるが、それにしても…。」と述べている。続けて広見は、「（競馬）ブームを定着させ、日常にするためには（1975年の1月に東京競馬場で引退式を行った）ハイセイコーに代わるスターの誕生も不可欠だった。そんな空気を察したかのように引退式から1年後、同期のライバルたちより少し遅れて登場したのがトウショウボーイだった」と述べ、「40年前、もしもトウショウボーイがいなかったら、競馬の隆盛はもっと遅れてやってきたに違いない」と評している。

## 主な産駒
GI級競走優勝馬
太字はGI級競走（グレード制導入前の阪神3歳ステークス含む）。
- 1980年産
  - ミスターシービー（皐月賞、東京優駿、菊花賞、天皇賞・秋、共同通信杯4歳ステークス、弥生賞）
    - 1983年度代表馬・最優秀4歳牡馬・最優秀父内国産馬
    - 1984年度最優秀父内国産馬
    - 顕彰馬

  - ダイゼンキング（阪神3歳ステークス、小倉3歳ステークス）
    - 1982年度最優秀3歳牡馬
- 1985年産
  - アラホウトク（桜花賞、サンケイスポーツ賞4歳牝馬特別）
    - 1988年度最優秀4歳牝馬

  - パッシングショット（マイルチャンピオンシップ、CBC賞）
    - 1990年度最優秀5歳以上牝馬
- 1986年産
  - サクラホクトオー（朝日杯3歳ステークス、セントライト記念、アメリカジョッキークラブカップ）
    - 1988年度最優秀3歳牡馬
- 1987年産
  - ダイイチルビー（安田記念、スプリンターズステークス、京王杯スプリングカップ、京都牝馬特別）
    - 1991年度最優秀5歳以上牝馬・最優秀スプリンター
- 1988年
  - シスタートウショウ（桜花賞）
    - 1991年度最優秀4歳牝馬

グレード制重賞優勝馬
- 1979年産
  - ラブリースター（金鯱賞、北九州記念）
- 1981年産
  - キクノペガサス（愛知杯、阪神牝馬特別、中日新聞杯）
  - ドミナスローズ（京都牝馬特別）
- 1982年産
  - ニホンピロビッキー（ラジオたんぱ杯3歳牝馬ステークス）
    - 1984年度最優秀3歳牝馬

  - ラッキーオカメ（北九州記念）
- 1983年産
  - ウインドストース（ダービー卿チャレンジトロフィー2回、函館記念、中日新聞杯）
  - ノックアウト（金鯱賞）
- 1984年産
  - ドウカンジョー（ラジオたんぱ杯3歳牝馬ステークス、中日新聞杯）
    - 1986年度最優秀3歳牝馬

  - ダイゴアルファ（毎日杯）
  - サクラロータリー
- 1985年産
  - ヤエノダイヤ（神戸新聞杯）
  - サマンサトウショウ（エプソムカップ）
  - モガミチャンピオン（カブトヤマ記念）
  - トウショウアロー（中日新聞杯）
- 1986年産
  - ヤマノタンポポ（ダービー卿チャレンジトロフィー）
- 1988年
  - サクラハイスピード（川崎記念、東京盃2回、関東盃、埼玉新聞杯）
  - モガミキッカ（ダイオライト記念）
- 1989年産
  - セキテイリュウオー（金杯・東、東京新聞杯）
  - チアズアトム（フェブラリーステークス）
- 1991年産
  - ボディーガード（デイリー杯3歳ステークス、阪急杯）
- 1992年産
  - トウショウフェノマ（新潟3歳ステークス）
- 1993年産
  - トウショウオリオン（北九州記念）

### 主なブルードメアサイアー産駒
太字はGI級競走。
- 1986年産
  - ナルシスノワール（スプリングステークス、スワンステークス、東京新聞杯。父スティールハート、母セレーザ）
- 1987年産
  - マルブツサンキスト（小倉記念。父プルラリズム、母セレクトサンキスト）
  - ヌエボトウショウ（サファイヤステークスなど重賞5勝。父トウショウゴッド、母プリティトウショウ）
- 1991年産
  - フジノマッケンオー（根岸ステークスなど重賞4勝。父ブレイヴエストローマン、母ドミナスローズ）
    - 1994年度最優秀ダートホース
- 1992年産
  - ワンダーパヒューム（桜花賞。父フォティテン、母ラブリースター）
- 1993年産
  - テンパイ（プロキオンステークス。父ジェイドロバリー、母セレーザ）
- 1994年産
  - ビッグサンデー（マイラーズカップ、スプリングステークス、東京新聞杯。父サンデーサイレンス、母キタノオゴジョ）
  - マコトライデン（シリウスステークス。父タマモクロス、母フェードロリエ）
  - マチカネフクキタル（菊花賞、神戸新聞杯、京都新聞杯。父クリスタルグリッターズ、母アテナトウショウ）
  - サンライズフラッグ（鳴尾記念。父リアルシャダイ、母ヘイアンダーム）
- 1995年産
  - チェックメイト（東京新聞杯、ダービー卿チャレンジトロフィー。父シャーディー、母コウマンサウンド）
  - リワードニンファ（関屋記念。父ラシアンルーブル、母アップラウス）
- 1996年産
  - エイシンルーデンス（中山牝馬ステークス、チューリップ賞。父サンデーサイレンス、母エイシングレシャス）
  - トウショウアンドレ（中日新聞杯。父フジキセキ、母プリティトウショウ）
- 1997年産
  - マイネルブライアン（グランシャリオカップ、シリウスステークス、群馬記念。父ブライアンズタイム、母マイネレーベン）
- 1998年産
  - サンライズジェガー（アルゼンチン共和国杯。父リアルシャダイ、母ヤマノトウショウ）
  - テンビーエース（東京オータムジャンプ。父テンビー、母イズミブルー）
  - カチドキリュウ（クリスタルカップ。父アンバーシャダイ、母トウショウフォモサ）
  - フジノテンビー（デイリー杯3歳ステークス。父テンビー、母ローズホーラー）
- 2000年産
  - マイネサマンサ（京都牝馬ステークス、中山牝馬ステークス。父ディアブロ、母アオエトウショウ）
- 2001年産
  - コスモバルク（シンガポール航空インターナショナルカップなど重賞4勝。父ザグレブ、母イセノトウショウ）
    - 2004年度特別敢闘賞・NAR年度代表馬
- 2002年産
  - スリーアベニュー（ガーネットステークス。父アフリート、母エナジートウショウ）

### 高額落札馬
以下はセリ市において1億円以上で落札された馬。落札額を超える賞金を獲得したものはいない。トウショウボーイ存命の間、その産駒以外で1億円以上の値が付いたものは、ハギノカムイオー（1億8500万円）しか存在しなかった。同馬はトウショウボーイと同じテスコボーイ産駒であり、ダイイチルビーの叔父に当たる。
- サンゼウス（3億6050万円 1988年産、祖母に凱旋門賞優勝馬サンサン）
- モガミショーウン（2億6500万円 1986年産、半兄にカツラギエース）
- ファーストクラス（1億1845万円、1989年産、叔父にシンボリルドルフ）
- クエストフォベスト（1億815万円 1990年産、母にダイアナソロン）
- ワールドセイハ（1億300万円 1990年産、半兄にスズパレード）

## 血統

### 血統的特徴
半兄に重賞3勝を挙げた トウショウピット（父パーソロン）、半姉に優駿牝馬2着・産駒に4頭の重賞勝利馬を輩出したソシアルトウショウ（父ヴェンチア）がいる。他の近親にも数々の活躍馬がおり、母ソシアルバターフライから派生した系統は名牝系として認知されている。半弟トウショウゲート（父シャトーゲイ）とトウショウルチェー（父ダンディルート）、全弟トウショウイレブンは、重賞未勝利ながらトウショウボーイの影響で種牡馬入り後にいずれも重賞勝利馬の父となっており、血統研究家の吉沢譲治は「ソシアルバターフライ系は典型的な『種牡馬族』」と評している。甥のトウショウペガサスも2頭のGI競走優勝馬を輩出し、種牡馬入りができなかった全弟のトウショウイレブンはダートの1600メートルの日本レコードを記録するなど9勝を挙げている。ソシアルバターフライ産駒の牝馬のほとんどがトウショウ牧場で繋養されていたため、ソシアルバターフライがアメリカに残してきた牝馬の産駒や孫を繁殖牝馬として輸入した牧場も存在する。
トウショウボーイの競走馬・種牡馬としての活躍には、両親の能力の他、父方3代目、母方4代目に入っている「ハイペリオンの3×4」のインブリードの影響が大きいとされた。

### 血統表
| トウショウボーイの血統                                       | トウショウボーイの血統                 | トウショウボーイの血統                 | （血統表の出典）                       | （血統表の出典） |
| 父系                                                         | テスコボーイ系（プリンスリーギフト系） | テスコボーイ系（プリンスリーギフト系） | テスコボーイ系（プリンスリーギフト系） | [ § 2 ]          |
| 父 *テスコボーイ Tesco Boy 1963 黒鹿毛 イギリス              | 父の父Princely Gift 1951 鹿毛 イギリス | Nasrullah                              | Nearco                                 | Nearco           |
| 父 *テスコボーイ Tesco Boy 1963 黒鹿毛 イギリス              | 父の父Princely Gift 1951 鹿毛 イギリス | Nasrullah                              | Mumtaz Begum                           |                  |
| 父 *テスコボーイ Tesco Boy 1963 黒鹿毛 イギリス              | 父の父Princely Gift 1951 鹿毛 イギリス | Blue Gem                               | Blue Peter                             | Blue Peter       |
| 父 *テスコボーイ Tesco Boy 1963 黒鹿毛 イギリス              | 父の父Princely Gift 1951 鹿毛 イギリス | Blue Gem                               | Sparkle                                |                  |
| 父 *テスコボーイ Tesco Boy 1963 黒鹿毛 イギリス              | 父の母Suncourt 1952 黒鹿毛 アメリカ    | Hyperion                               | Gainsborough                           | Gainsborough     |
| 父 *テスコボーイ Tesco Boy 1963 黒鹿毛 イギリス              | 父の母Suncourt 1952 黒鹿毛 アメリカ    | Hyperion                               | Selene                                 |                  |
| 父 *テスコボーイ Tesco Boy 1963 黒鹿毛 イギリス              | 父の母Suncourt 1952 黒鹿毛 アメリカ    | Inquisition                            | Dastur                                 | Dastur           |
| 父 *テスコボーイ Tesco Boy 1963 黒鹿毛 イギリス              | 父の母Suncourt 1952 黒鹿毛 アメリカ    | Inquisition                            | Jury                                   |                  |
| 母 *ソシアルバターフライ Social Butterfly 1957 鹿毛 アメリカ | 母の父Your Host 1947 栗毛 アメリカ     | Alibhai                                | Hyperion                               | Hyperion         |
| 母 *ソシアルバターフライ Social Butterfly 1957 鹿毛 アメリカ | 母の父Your Host 1947 栗毛 アメリカ     | Alibhai                                | Teresoma                               |                  |
| 母 *ソシアルバターフライ Social Butterfly 1957 鹿毛 アメリカ | 母の父Your Host 1947 栗毛 アメリカ     | Boudoir                                | Mahmoud                                | Mahmoud          |
| 母 *ソシアルバターフライ Social Butterfly 1957 鹿毛 アメリカ | 母の父Your Host 1947 栗毛 アメリカ     | Boudoir                                | Kampala                                |                  |
| 母 *ソシアルバターフライ Social Butterfly 1957 鹿毛 アメリカ | 母の母Wisteria 1948 黒鹿毛 イギリス    | Easton                                 | Dark Legend                            | Dark Legend      |
| 母 *ソシアルバターフライ Social Butterfly 1957 鹿毛 アメリカ | 母の母Wisteria 1948 黒鹿毛 イギリス    | Easton                                 | Phaona                                 |                  |
| 母 *ソシアルバターフライ Social Butterfly 1957 鹿毛 アメリカ | 母の母Wisteria 1948 黒鹿毛 イギリス    | Blue Cyprus                            | Blue Larkspur                          | Blue Larkspur    |
| 母 *ソシアルバターフライ Social Butterfly 1957 鹿毛 アメリカ | 母の母Wisteria 1948 黒鹿毛 イギリス    | Blue Cyprus                            | Peggy Porter                           |                  |
| 母系(F-No.)                                                  | ソシアルバターフライ系(FN:1-w)         | ソシアルバターフライ系(FN:1-w)         | ソシアルバターフライ系(FN:1-w)         | [ § 3 ]          |
| 5代内の近親交配                                              | Hyperion 3×4、Blenheim 5×5             | Hyperion 3×4、Blenheim 5×5             | Hyperion 3×4、Blenheim 5×5             | [ § 4 ]          |
| 出典                                                         | 1. 2. 3. 4.                            | 1. 2. 3. 4.                            | 1. 2. 3. 4.                            | 1. 2. 3. 4.      |

### 主な近親
- 半兄 - トウショウピット（中山記念、関屋記念、クモハタ記念）
- 半姉 - ソシアルトウショウ（優駿牝馬2着）
- 伯父 - Social Climber（カリフォルニアンステークス、サンフェリペハンデキャップ、シネマハンデキャップ、エルドラドハンデキャップ）
- 祖母 - Wisteria（エイコーンステークス2着）
- 姪 - エイティトウショウ（中山記念2回、金杯・東、ラジオたんぱ賞）
- 甥 - トウショウペガサス（中山記念、ダービー卿チャレンジトロフィー）
- 甥 - トウショウサミット（NHK杯）
- 甥 - トウショウマリオ（京成杯、東京新聞杯）
- 甥 - トウショウレオ（小倉大賞典2回、京阪杯、中京記念）
- 又甥 - トウショウドリーム（東京障害特別・春、東京障害特別・秋）
- 又甥 - トウショウファルコ（金杯・東、アメリカジョッキークラブカップ）
- 又甥 - テイエムトッキュー（カブトヤマ記念）